# Bonaventura Barberini

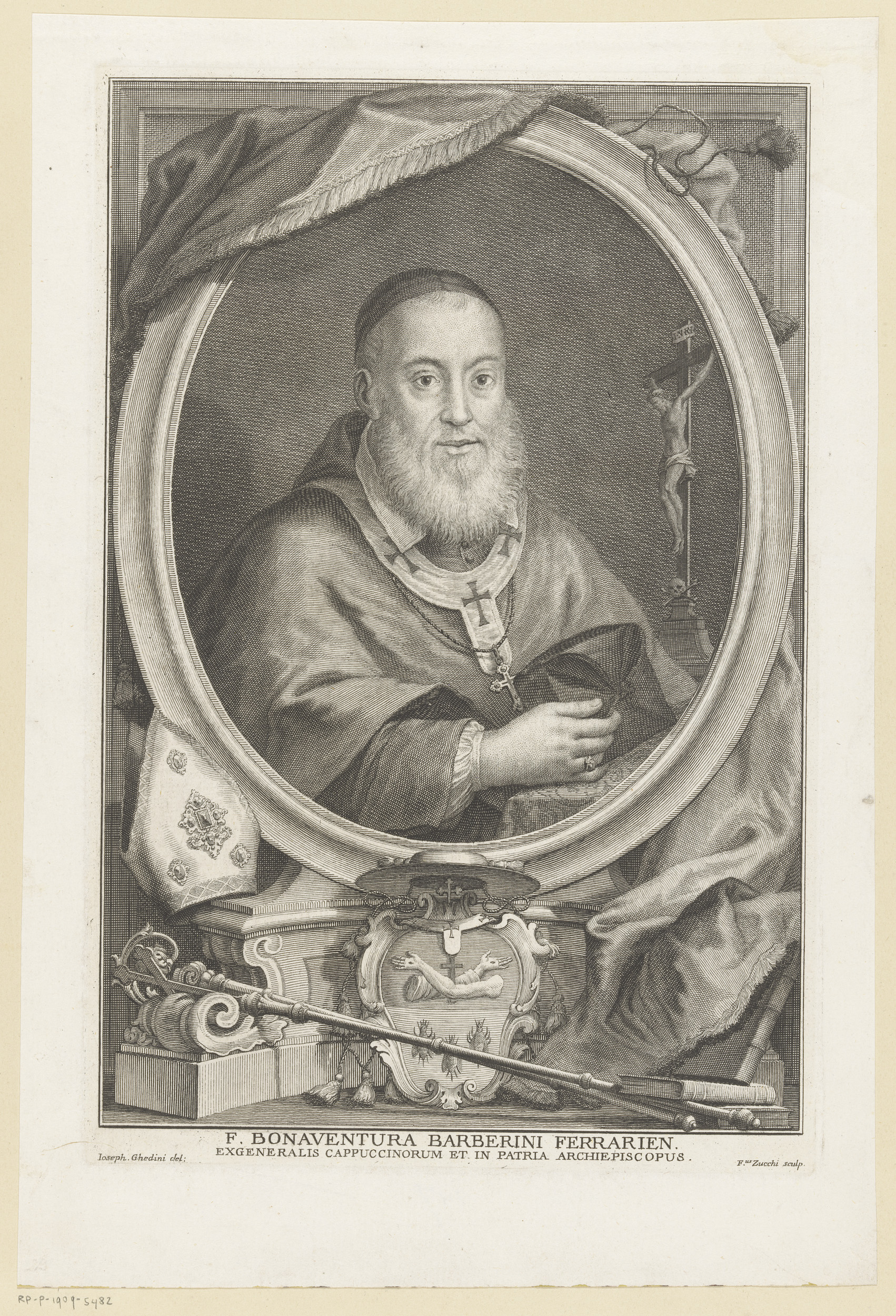
Bonaventura Barberini (1909)

Wappen

Bonaventura Antonio Maria Giuseppe Barberini OFMCap (* 30. Oktober 1674 in Ferrara; † 15. Oktober 1743 in Ferrara) war ein italienischer Geistlicher.

## Leben
Mit 16 Jahren trat er in den Kapuzinerorden in Bologna ein, brach das Noviziat jedoch aus gesundheitlichen Gründen ab. Mit 20 Jahren kehrte er in das Noviziat zurück. Am 18. Dezember 1700 wurde er im Alter von 26 Jahren für den Kapuzinerorden zum Priester geweiht. Er war  Provinzialminister und von 1733 bis 1740 Generaloberer des Ordens. 1727 ernannte ihn Innozenz XII. zum apostolischen Prediger, eine Position, die er bis 1740 innehatte.
Obwohl er kein Kardinal oder Bischof war, erhielt er beim Konklave 1740 mehrere Stimmen, die Papst Benedikt XIV. dazu veranlassten, ihn am 16. September 1740 zum Erzbischof seiner Heimatstadt Ferrara zu ernennen. Kardinal Raniero d’Elci weihte ihn am 18. September 1740 zum Bischof. Mitkonsekratoren waren die Titularerzbischöfe und späteren Kardinäle Raffaele Cosimo de’ Girolami und Giuseppe Maria Feroni. Er starb 1743. Er wurde zunächst in der Kathedrale San Giorgio begraben, später aber in die Kirche San Maurelio im Kapuzinerkloster von Ferrara überführt.
Am 8. Juli 1875 wurde sein Seligsprechungsprozess eingeleitet. Später wurde er für Ehrwürdig erklärt.